# Rajd w Wiśle 1960
10. Rajd w Wiśle – 10. edycja Rajdu Wisły. Był to rajd samochodowy rozgrywany od 25 do 26 czerwca 1960 roku. Była to druga runda Rajdowych Samochodowych Mistrzostw Polski w roku 1960. Rajd został rozegrany na nawierzchni asfaltowej. Zwycięzcą został Mieczysław Sochacki.

## Wyniki końcowe rajdu[1][2]
| Miejsce | Kierowca            | Pilot | Samochód          | Klasa | Punkty |
| ------- | ------------------- | ----- | ----------------- | ----- | ------ |
| 1       | Mieczysław Sochacki |       | FSO Warszawa M 20 | XIa   | 24,5   |
| 2       | Stanisław Cencora   |       | Wartburg 311      | VI    | 29,0   |
| 3       | Augustyn Tic        |       | FSO Warszawa M 20 | XIa   |        |
| 4       | Franciszek Postawka |       | FSO Warszawa M 20 | XIa   |        |